# 26074 Carlwirtz
26074 Carlwirtz eller 1977 TD är en asteroid i huvudbältet som upptäcktes den 8 oktober 1977 av den tyske astronomen Hans-Emil Schuster. Den fick senare namn efter den tyske astronomen Carl Wilhelm Wirtz.
Carlwirtz tillhör de asteroider som korsar planeten Mars bana.
6 juni 2013 upptäcktes en följeslagare till asteroiden, vars halva storaxel är beräknad till 6,1 kilometer.
Carlwirtz senaste periheliepassage skedde den 6 november 2022. Asteroidens rotationstid är beräknad till 2,46 timmar. Rotationstiden för dess följeslagare är inte känd och inte heller dess omloppstid.